# مراد مغیزرات
مراد مغیزرات (عربی: مراد مغيزرات؛ زادهٔ ۷ سپتامبر ۱۹۷۴) بازیکن و مربی فوتبال اهل مراکش بود.
از باشگاه‌هایی که در آن بازی کرده‌است می‌توان به باشگاه فوتبال اسپارتا روتردام، باشگاه فوتبال امن، باشگاه فوتبال دن بوس، باشگاه فوتبال اوترخت، و باشگاه فوتبال ویلم دوم اشاره کرد.
وی همچنین در تیم ملی فوتبال مراکش بازی کرده‌است.